# دانی اسمیت
دانی اسمیت، (به انگلیسی: Donnie Smith) (زاده ۱۹۵۹) کارآفرین، بازرگان و مدیر ارشد اجرایی آمریکایی است، که اکنون به‌عنوان مدیر عامل اجرایی شرکت تایسون فودز فعالیت می‌کند.